# Papel de la mujer en la Primera Guerra Mundial

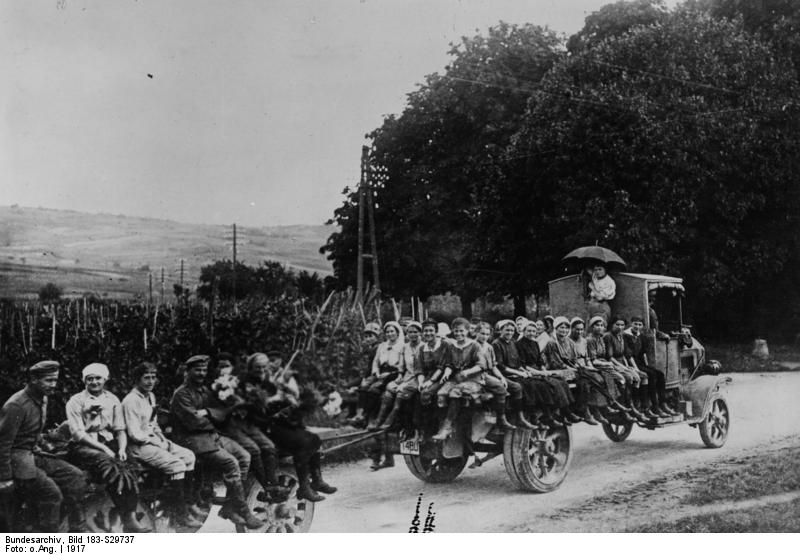
Mujeres alemanas en 1917, trabajando como asistentes a los esfuerzos de guerra

El papel de las mujeres en la Primera Guerra Mundial refiere al novedoso rol que adquirieron en el aparato productivo, el espacio público y la economía; por primera vez en un conflicto internacional de estas dimensiones. Al comienzo los Estados no impulsaron una política activa de inserción de la mujer en el mercado laboral, pero la prolongación de la guerra y la movilización masculina al frente de batalla generaron una necesidad de cubrir los puestos de trabajo del frente doméstico. Es entonces cuando se pensó en las mujeres que, aún encontrándose con la opinión en contra de la mayoría de los hombres, supieron cumplir con su papel en esta guerra total.
Este gradual proceso tuvo particularidades en las distintas zonas geográficas de Europa involucradas en el conflicto. Sin embargo, tuvo un patrón estándar: en mayor o menor medida, las mujeres ingresaron al ámbito de producción industrial, recibieron una compensación económica por su trabajo y fueron agentes fundamentales para la actuación de las naciones en la Primera Guerra Mundial; oportunidad novedosa para ellas.
Durante la guerra, la mano de obra femenina sostuvo gran parte de la producción y altos porcentajes de la industria armamentística dependieron de su labor (véase las Munitionette, denominación que recibieron las trabajadoras de este sector). Estas fueron movilizadas en un número sin precedentes en todo el mundo. La gran mayoría de mujeres fueron reclutadas para trabajar en fábricas de municiones, ampliando en gran medida el trabajo civil para sustituir a los hombres reclutados. Miles sirvieron en las fuerzas armadas en funciones de apoyo, por ejemplo, como enfermeras, pero en Rusia algunas estuvieron en el combate.
Pero no todas estaban empleadas en las fábricas, ya que junto a las enfermeras hubo mujeres encargadas de los transportes públicos, oficinas gubernamentales, y de cuerpos de orden ciudadano.

## La Guerra como paréntesis en la vida de las mujeres
Estos avances en la participación de la mujer en la vida pública durante la Primera Guerra Mundial no fueron consecuencia de victorias del movimiento feminista de la época, como se podría creer.
Si bien este venía con un ritmo álgido, con organización internacional, encuentros de gran escala, demandas estructuradas y un panorama de futuro próspero (por ej, en Francia se estipulaba el voto municipal para las mujeres en 1916); el conflicto armado significó una importante pausa a esta tendencia. El compromiso por la lucha colectiva y la sororidad entre mujeres de distintos territorios de Europa se vio reemplazado por la lucha nacional. Mujeres francesas rompieron vínculos con mujeres británicas, teniendo como prioridad y como bandera la nacionalidad propia. El movimiento se vio separado así entre pacifistas, que se oponían al conflicto bélico y lo entendían como parte del dominio patriarcal, y pro bélicas, que se unieron al fervor nacionalista del período.
Los avances de las mujeres en el contexto de guerra funcionaron como un paréntesis en sus vidas. Marcaron a toda una generación que experimentó novedosas oportunidades, pero luego hubo un esfuerzo activo de retroceder en este camino. Con el fin de la guerra, los Estados accionaron hacia la exclusión de las mujeres del mundo laboral (en particular del sector industrial), el refuerzo de los roles de género tradicionales protagonistas antes del conflicto y a un mantenimiento general del status quo. Buscaron reforzar sus mensajes de motivación: luchar por la nación, por las mujeres y por los niños. De esta forma, nuevamente las mujeres fueron utilizadas como un actor movilizado por el Estado para cumplir sus objetivos.
De todas formas, la Primera Guerra Mundial fue un importante punto de partida para el camino hacia la igualdad de género en el siglo XX: en los años posteriores al final de la guerra, se observan importantes avances como el voto femenino. Las mujeres como actor social señalaban que, si eran iguales para trabajar y luchar, deberían serlo para votar.
Poco después de la Guerra, Alemania les dio el derecho al voto a las mujeres. En Inglaterra en 1918, las mujeres mayores de 30 años consiguieron el derecho a votar, aunque no fue hasta 1928 que las mujeres mayores de 21 años pudieron hacerlo; de hecho, casi todos los países recién creados tras la Guerra, les permitieron a las mujeres votar (excepto Yugoslavia) y entre los países ganadores, solo Francia no lo hizo.

## Movilización laboral femenina, relevancia de las particularidades regionales
En un primer momento del periodo de enfrentamientos, el rol de la mujer en el frente doméstico, como ya ha sido mencionado, no implicó una movilización inmediata al mercado laboral; si no que gran parte de la historiografía apunta al fortalecimiento de los roles familiares tradicionales, el hombre protector de la mujer y de la patria; y la mujer ama de casa y subsumida a las tareas de su sexo. Con relación a esto, es que en un comienzo, en los principales estados contendientes, sobre todo en Francia, pero también en Inglaterra y Alemania, las principales tareas en el frente doméstico respectan con la actividad caritativa y el servicio, tanto cuidando soldados en hospitales y cantinas, y como costureras en talleres de ropa blanca.
Debido a la expectativa de una guerra corta, los estados beligerantes rechazan las propuestas femeninas que en algunos casos llegaban al enlistamiento militar. En el caso de Alemania, La Asociaciones General de Mujeres Alemanas, (BDF; Bund Deutscher Frauenvereine), crea el Servicio Nacional de Mujeres (NFD; Nationaler Frauendiest), que se desempeñó como tropa auxiliar para la asistencia y el aprovisionamiento. En Inglaterra, el gobierno aceptó una minoritaria movilización de mujeres de clases acomodadas, mientras que, por ejemplo, la respuesta al proyecto de la doctora Elsie Inglis para la creación de hospitales, el War Office responde con un «Mi buena señora, vaya a casa y siéntese quieta». En el caso de Francia, se realiza, casi desde un comienzo, un llamamiento, particularmente a las campesinas arengando a sustituir a los hombres movilizados en las tareas de trabajo en el campo, mientras que cualquier tipo de enrolamiento militar se ve rechazado. En los tres países mencionados, cosa que no ocurre en Estados Unidos, se instituye una asignación a la mujer de movilizado, como muestra de un Estado-padre en la función de mantener a la familia, en Inglaterra denominados separation allowances. Sin embargo, en todas partes llegan con lentitud y siendo sumas escasas de dinero o bienes, por lo que aumenta una miseria material de la vida de las familias, de esta manera se puede entender la gradualidad y lentitud de la movilización laboral femenina como consecuencia de la catástrofe económica de la guerra.
Con la prolongación de la guerra, emergen sus características de moderna y total, en la medida en que cada país debe levantar una industria bélica que se constituye en un frente de batalla, casi exclusivamente masculino y un frente doméstico mayoritariamente femenino. Sin embargo, los alcances y formas de la movilización femenina y, de manera más general, el papel de la mujer en los años adentrados en el conflicto, difieren en cada región. A continuación se encontrarán breves referencias a la situación de la mujer en diferentes países con mayor y menor injerencia en el conflicto bélico. Posteriormente se destacan personalidades particulares que, por un lado se distinguen de las mayorías de su contexto, es decir, no es posible tomar un caso aislado para entender la vida cotidiana de todas las mujeres, pero si, son un signo de avance y con su accionar constituyen una ruptura con los roles de géneros de la coyuntura analizada.

## Australia
El papel de las mujeres australianas en la Primera Guerra Mundial se centró principalmente en su participación en la prestación de los servicios de enfermería. 2139 enfermeras australianas sirvieron durante la guerra. Sus contribuciones fueron más importantes de lo que inicialmente se esperaba, lo que resultó en un mayor respeto por las mujeres en las profesiones médicas.

## Canadá
En diciembre de 1914, Julia Grace Wales publicó el Plan de Canadá, una propuesta para establecer una conferencia de mediación formada por intelectuales de naciones neutrales que trabajarían en encontrar una solución idónea para la Primera Guerra Mundial. El plan fue presentado al Congreso de los Estados Unidos, pero a pesar del despertar el interés del presidente Wilson, falló cuando los Estados Unidos entraron en la guerra. Durante la Guerra, prácticamente no hubo presencia femenina en las Fuerzas Armadas Canadienses, con la excepción de 3141 enfermeras que sirvieron tanto en el extranjero como en el frente interno.
De estas mujeres, 328 habían sido condecoradas por el rey Jorge V, y 46 dieron sus vidas en el cumplimiento del deber. A pesar de que algunas de estas mujeres recibieron condecoraciones por sus esfuerzos, muchas militares de alto rango aún sentían que eran aptas para el trabajo. Un adversario notable del esfuerzo fue el coronel Guy Carleton Jones, declaró que, "el trabajo de servicio activo es extremadamente grave, y una gran parte de RN son totalmente aptos para ello, mental o físicamente”. A pesar de la gran guerra, oficialmente no había sido abierto a las mujeres, que sentían las presiones en el hogar.
Se había producido una brecha en el empleo, cuando los hombres se alistaron; muchas mujeres se esforzaron para llenar este vacío, junto con mantenerse al día con sus responsabilidades en el hogar. Cuando estalló la guerra Laura Gamble se alistó en el Cuerpo Médico del Ejército de Canadá, porque sabía que su experiencia en un hospital de Toronto serviría como activo para los esfuerzos en la guerra, se presentó con una Real de la Cruz Roja, segunda medalla de clase, por su espectáculo de "mayor tacto posible y extrema devoción al deber". las enfermeras canadienses fueron las únicas enfermeras de los ejércitos aliados que tenían el rango de oficiales. Este les fue otorgado en el Palacio de Buckingham durante una ceremonia especial para las enfermeras canadienses.
Las profesionales de la salud tuvieron que hacer frente a las anomalías médicas que nunca habían visto antes de la Primera Guerra Mundial. El gas de cloro que fue utilizado por los alemanes causó lesiones que los protocolos de tratamiento todavía no habían desarrollado. El único tratamiento que calmó a los soldados canadienses afectados por el gas fue el cuidado constante que recibieron de las enfermeras. Las enfermeras canadienses fueron especialmente conocidas por su amabilidad. Los canadienses esperaban que las mujeres sintieran simpatía por los esfuerzos de la guerra, pero la idea de que contribuirían de manera física era más absurda. Debido al apoyo que las mujeres habían mostrado desde el comienzo de la guerra, las personas comenzaron a ver su valor en la guerra.
En mayo de 1918, se celebró una reunión para discutir la posible creación de Cuerpos de Mujeres canadienses. En septiembre, se aprobó la moción, pero el proyecto se hizo a un lado, porque el fin de la guerra estaba cerca. En el frente interno canadiense, había muchas maneras que las mujeres pudieran participar en el esfuerzo de la guerra. Lois Allan se unió al Farm Services Corps en 1918, para sustituir a los hombres que fueron enviados al frente.
Se abrieron empleos en las fábricas, así como el aumento de la producción industrial. Los días de trabajo para estas mujeres consistían en diez a doce horas, seis días a la semana. Debido a que los días consistían en largo trabajo monótono, muchas mujeres escuchaban canciones populares para pasar el día y aumentar la moral. En función de la zona de Canadá, algunas mujeres se les dio la opción de dormir, ya sea en cuarteles o tiendas de campaña en la fábrica o en las granjas que las empleaban. De acuerdo con un folleto que fue emitido por el Departamento de Obras Públicas de Canadá, había varias áreas en las cuales era apropiado que las mujeres trabajaran. Estas eran:
1. En las granjas de frutas o vegetales.
2. En los campos cocinando para los trabajadores.
3. En las granjas mixtas y de lácteos.
4. En las casas de campo ayudando en la alimentación de los jornaleros.
5. En las fábricas textiles.
6. Para hacerse cargo de las rutas de transporte de la leche.[9]

Además, muchas mujeres participaron en organizaciones de caridad, como la Ottawa Women’s Canadian Club, que ayudó a proporcionar las necesidades básicas de los soldados, las familias de los soldados y las víctimas de la guerra. Las mujeres eran consideradas "soldados en el frente interno", alentado para utilizar menos de casi todo, y ser frugales con los suministros con el fin de salvar a los esfuerzos de guerra.

## Estados Unidos

### Militar
Durante el curso de la guerra, 21 500 enfermeras del Ejército de Estados Unidos (enfermeras militares eran todas mujeres en ese entonces) sirvieron en los hospitales militares en los Estados Unidos y en el extranjero. Más de 1476 enfermeras de la marina estadounidense sirvieron en hospitales militares en Estados Unidos y en el extranjero.
Las primeras mujeres estadounidenses alistadas en las fuerzas armadas regulares fueron 13 000 las mujeres admitidas en servicio activo en la Armada. Sirvieron en Estados Unidos, en puestos de trabajo y recibían los mismos beneficios y responsabilidades que los hombres, incluyendo el pago idéntico (28.75 $ dólares por mes) y fueron tratadas como veteranos después de la guerra.
Estas mujeres fueron desmovilizadas rápidamente cuando cesaron las hostilidades, porque los Cuerpos de enfermería del ejército uniformado y la Marina se convirtieron una vez más en exclusivamente masculinos. El Ejército de Estados Unidos reclutó y entrenó a 233 operadoras telefónicas bilingües para trabajar en los cuadros de control cerca de la primera línea del frente en Francia y envió 50 taquígrafas cualificadas a Francia para trabajar con el Cuerpo de Intendencia. El Cuerpo de Marines de Estados Unidos reclutó 305 Reservistas Marinos femeninos (F) para cubrir puestos como empleadas y operadoras de telefonía en el frente interno. Más de 400 enfermeras militares estadounidenses murieron en servicio, casi todas de la Gripe Española, epidemia que se extendió por los atestados campamentos militares, hospitales y puertos de embarque. En 1942, las mujeres fueron llevadas por los militares una vez más, en gran parte siguiendo el modelo británico.

Mujeres trabajando en una fábrica de máscaras de gas en Ginebra, Suiza

## Finlandia
- 11 de noviembre de 1918: se formó una organización auxiliar voluntaria finlandesa, llamada Lotta Svärd para mujeres.

## Imperio otomano

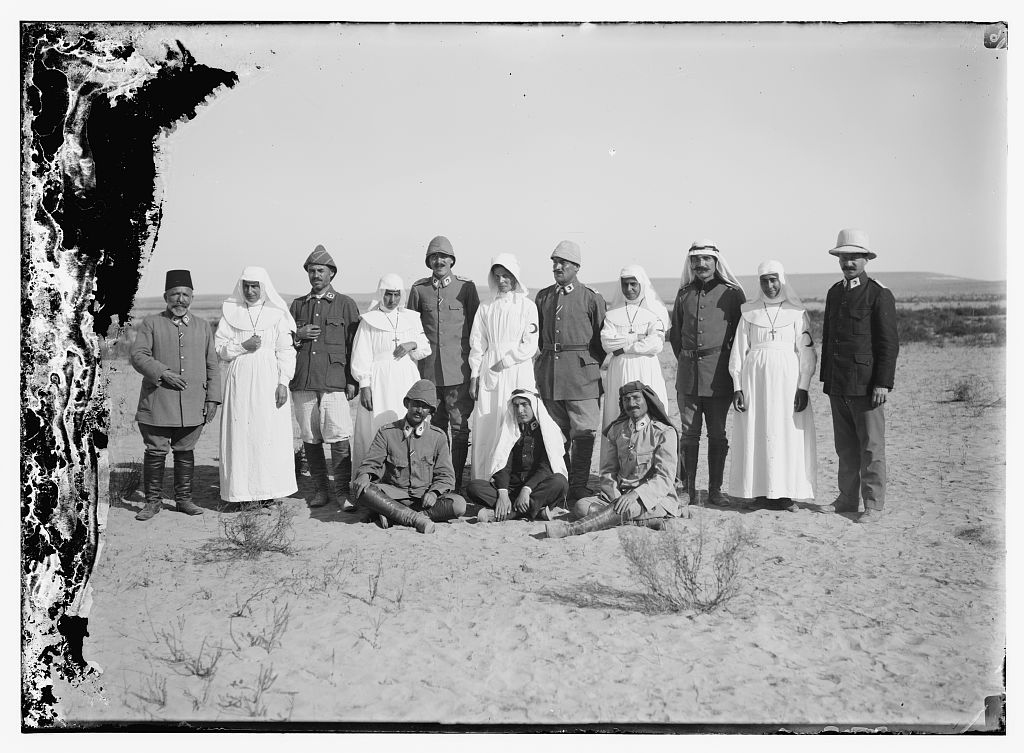
Imagen de mujeres en la Primera Guerra Mundial

Además de proporcionar servicios de enfermería, las mujeres también tomaron papeles principales en combate. En un párrafo del libro Machine Gunner 1914-1918 de (1975) compilado y editado por CE Crutchley dice:

An Australian patrol caught a Turkish woman sniper who had the identity discs of several British soldiers hanging round her neck. They shot her, and that shocked me for I thought she was a brave person doing only what many British women would have done to invaders of our land. But I kept my mouth shut for I knew that in war everyone is effected by its lunacy.
Una patrulla australiana vio una mujer francotiradora turca que tenía placas de identidad de varios soldados británicos colgando alrededor de su cuello. Le dispararon, y eso me sorprendió porque pensé que era una persona valiente haciendo solo lo que muchas mujeres británicas habrían hecho a los invasores de nuestra tierra. Pero mantuve mi boca cerrada porque sabía que en la guerra todo el mundo se deja llevar por su locura.
C.E. Crutchley, Machine Gunner 1914-1918, (1975).

También una noticia del Telegraph-Press Association dice:

A territorial from Dardanelles says that a Turkish girl was discovered sniping. She had round her neck thirty identification discs of the men she had shot and fifty pounds in English money.
Una persona del territorio de los Dardanelos dice que una chica turca francotiradora fue vista. Ella tenía alrededor de su cuello treinta placas de identificación de los hombres a los que había disparado y cincuenta libras en dinero inglés.
Telegraph-Press Association.

## Reino Unido
Las mujeres también se ofrecieron y sirvieron en un papel no combatiente; para el final de la guerra, 80 000 se habían alistado. En su mayoría se desempeñaron como enfermeras en el Queen Alexandra's Imperial Military Nursing Service (QAIMNS), la First Aid Nursing Yeomanry (FANY), Voluntary Aid Detachment (VAD); y desde 1917, en el ejército, cuando la Queen Mary's Army Auxiliary Corps (WAAC), fue fundada. El WAAC se dividió en cuatro secciones: la cocina; mecánica; oficina y miscelánea. La mayoría se quedaron en el frente interno, pero alrededor de 9000 sirvieron en Francia.
En Inglaterra, las mujeres también participaron en el conflicto bélico como civiles, con o sin remuneración. De hecho, 80.000 mujeres se enrolaron como auxiliares en las unidades femeninas de las fuerzas armadas. Otras tantas prestaron servicio como enfermeras.
En Rusia se formó la primera unidad de combate exclusivamente femenina, el Batallón de la Muerte de Mujeres, compuesto por 2000 voluntarias que fueron entrenadas por Maria Leontievna Bochkareva, más conocida por su apodo, Yashka. Muchas mujeres se ofrecieron como voluntarias en el frente interno como enfermeras, maestras y trabajadoras en empleos tradicionalmente masculinos. Un gran número de mujeres fueron contratadas en las fábricas de municiones. Estas últimas fueron despedidas cuando las industrias de municiones disminuyeron junto con la demanda al final de la guerra. Ellas se ofrecieron como voluntarias tanto por el dinero, como por patriotismo. Los salarios se duplicaron al respecto de los anteriores (aunque todavía eran mucho menores que el de un hombre). Las mujeres que trabajaban en estas fábricas de municiones fueron llamadas 'Munitionettes' y el trabajo de estas mujeres era largo y agotador, así como peligroso, para su salud.

### Fábricas de municiones
Las mujeres que trabajaban en fábricas de municiones eran de clase baja, principalmente estaban entre las edades de 18 a 30 años. Un papel fundamental consistía en hacer proyectiles, armas, explosivos, aeronaves y otros materiales que suministraban al frente. Era un trabajo peligroso y repetitivo porque estaban encerradas en un ambiente con humos tóxicos a su alrededor, explosivos y maquinaria y trabajaban largas horas.
Las fábricas del Reino Unido en donde las mujeres trabajaban, eran a menudo sin calefacción, con un ruido ensordecedor, y lleno de humos tóxicos y otros peligros. Algunas de las enfermedades comunes que se produjeron fueron somnolencia, dolores de cabeza, eczema, pérdida de apetito, cianosis, falta de aliento, vómitos, anemia, palpitaciones, bilis en la orina, estreñimiento, pulso débil y rápido, dolores en las extremidades y la ictericia y el envenenamiento por mercurio.

## Rusia
El gobierno provisional ruso fue el único beligerante en enviar mujeres al combate en un número importante en 1917. Contó con "Batallones femeninos" que combatieron pero fueron disueltas antes del fin de año por no proporcionar el valor propagandístico esperado. Luego los bolcheviques usaron a mujeres en la infantería durante la guerra civil rusa.
En Rusia se formó la primera unidad de combate exclusivamente femenina, el Batallón de la Muerte de Mujeres, compuesto por 2000 voluntarias que fueron entrenadas por Maria Leontievna Bochkareva, más conocida por su apodo, Yashka.

## Propaganda durante la primera guerra y el uso de la imagen de la mujer
Durante la Primera Guerra Mundial la propaganda fue un instrumento muy utilizado por los diversos países. En su relación con las mujeres, la maquinaria propagandística puso su foco en diversos aspectos, con la intención de captar atención, acción y consenso en diversas áreas.
En lo que respecta a la inserción femenina en el mundo laboral, la propaganda se utilizaba en forma de carteles para atraer a las mujeres a unirse en las fábricas de la industria en la Primera Guerra Mundial, y no representaba los aspectos peligrosos de las condiciones de trabajo en tiempos de guerra. Los carteles no representaban una cuenta exacta de la realidad, sino que mediante la creación de un recurso satisfactorio se inducía a las mujeres a unirse como fuerza de trabajo y que hicieran así su parte en la guerra. Diseñados para persuadirlas a unirse a las Fuerzas Armadas, los carteles de propaganda mostraban un entorno romántico con jóvenes en una ventana abierta a la naturaleza despidiendo a los soldados que marchaban a la guerra.
El cartel mostraba un atractivo sentimental y romántico cuando la realidad de la situación fue que muchas mujeres soportaron penurias extremas cuando sus maridos se alistaron. Esta narrativa de una falsa realidad transmitida en la propaganda visual tenía como objetivo motivar el esfuerzo de guerra. La construcción social del género era de estilo eduardiano, donde las mujeres debían mostrarse pasivas y emocionales, núcleo de la virtud moral y responsabilidad nacional. Se esperaba que los hombres, por otro lado mostrados activos e inteligentes, debían proveer a sus familias. Fue esta idea de los roles de género que la propaganda del cartel dirigió a la inversa.
En un cartel de propaganda de guerra, titulada "Estas mujeres están aportando su granito de arena", una mujer es representada como haciendo un sacrificio al unirse a la industria de municiones, mientras que los hombres están en el frente. La mujer en este cartel particularmente persuasivo, es representada como alegre y hermosa, asegurando que su deber patriótico no reducirá su feminidad. Estos carteles no comunican la realidad que implicaba la manipulación de la munición. No se hace la más mínima referencia a los productos químicos altamente explosivos o a las enfermedades debidas a los ambientes de trabajo hostiles. Las imágenes persuasivas de figuras femeninas idealizadas y escenarios idílicos fueron diseñados para solicitar la participación femenina en la guerra e influyeron en gran medida en la idea de cuál era la conducta femenina apropiada en tiempo de guerra en Reino Unido.
Como resultado, muchas mujeres dejaron sus vidas domésticas para unirse a las fábricas de municiones, ya que fueron atraídas por lo que ellas pensaban que eran mejores condiciones de vida, deber patriótico y alta remuneración. De acuerdo con Hupfer, el papel de la mujer en el ámbito social se amplió cuando se unieron a ocupaciones peligrosas hasta entonces dominadas por los hombres.
La propaganda también fue utilizada con objetivos vinculados a lograr consenso, tanto nacional como internacional. En este caso, la mujer también es protagonista pero adquiere un rol diferente. En Gran Bretaña vemos cómo este país desarrolló una vasta maquinaria para la producción y posterior distribución de la propaganda, tanto a nivel interno, como hacia todo el mundo. Este aparato propagandístico buscó calar en la visión internacional de la guerra, utilizando como elemento central a las mujeres y los niños proponiéndolos como víctimas de violencia, principalmente por parte del ejército alemán. Esta publicidad, y específicamente la acusación a Alemania, impactó en las diversas formas en que tanto los países aliados como los neutrales entendían y opinaban respecto de la guerra.
La publicidad sobre atrocidades a mujeres y niños ya había sido visto con anterioridad, pero la particularidad de su uso durante este período reside en la difusión a una escala masiva, nunca vista con tales dimensiones, utilizando la violencia de género como método para justificar políticas militares. A modo de argumentar la noción de que el aparato publicitario era muy fuerte, podemos ver como en junio de 1915, Charles Masterman, director de propaganda británico, lanzó un estimativo de que se hicieron circular aproximadamente 2.000.000 de ejemplares tanto de libros, publicaciones oficiales, discursos y panfletos, en 17 idiomas diferentes. Esta producción era sobre “aciertos y errores de la guerra”. Aquí se redacta los crímenes cometidos a mujeres, hombres y niños inocentes, por parte del ejército alemán, al pueblo Belga, en su invasión.
La propaganda fue fluctuando a lo largo del transcurso de la guerra, sin embargo, el patrón que atravesó todo el periodo fue el de la propaganda de atrocidades, las cuales fueron un tema de mayor dominancia en este tipo de literatura. La publicidad británica, logró ocupar espacios que iban por fuera de los diarios, alcanzando nuevos escenarios, como el musical, a través del music hall. Se trataba principalmente, de una condena pública hacia las atrocidades cometidas por los alemanes hacia las mujeres Belgas.
Se estaba representando la invasión de Bélgica partiendo de un significado para la familia, mediante el cuerpo de una mujer. La imagen de la mujer no solo era protagonista en las representaciones que buscaban comunicar la violencia física ejercida por parte de los alemanes, principalmente en un escenario doméstico, sino que también era utilizada de manera simbólica para comunicar las barbaridades políticas.
En este segundo tipo de publicidad, la que refiere a la política y las imprudencias que se cometieron en ese ámbito, vemos que las mujeres eran utilizadas para representar cuestiones que exceden a ellas mismas. Eran un simbolismo de las convenciones internacionales. Cuando se buscaba comunicar la transgresión de Alemania a los pactos internacionales, en los panfletos, se ilustraba a una mujer de Bélgica que yace en un altar. O también eran ilustradas como escudos humanos, para representar la idea de “promesas incumplidas” o “tratados rotos”. Se entendía que destruir los tratados era abatir cualquier regulación civilizada de las relaciones humanas, una maniobra bárbara que debilitaría la cultura, la soberanía, la industria y la familia misma.
Aunque la propaganda de atrocidades no representaba adecuadamente los objetivos políticos de los aliados, ni siquiera retrata con precisión la brutalidad del ejército alemán, era fundamental para privilegiar una imagen del derecho internacional y una definición del Estado liberal que situaba la seguridad de las mujeres y la familia como la cuestión principal de la esfera pública. Estas campañas propagandísticas se convirtieron en una súplica para la protección de la familia.
A medida en que lo personal fue convirtiéndose en político, el caso de Bélgica ofrecía un claro ejemplo para explicar la acción militar en términos privados y sexuales. Gran Bretaña usó este tipo de propaganda como argumento para respaldar su ingreso a la guerra al decir que no solo luchaban por la libertad de Europa, sino también para “defender a sus madres, esposas y hermanas de los horrores de la guerra”. Estas altas tasas de violencia doméstica estaban vinculadas a la flexibilidad de regulación legal respecto del vínculo entre los soldados y el pueblo víctima en situación de guerra. Entonces, es aquí cuando los publicistas aliados explotaron sus habilidades y conocimientos a fin de elaborar una imagen que evoque al derecho internacional que a su vez logre despertar el sentimiento público durante una guerra que cada vez era más entendida en términos de violencia contra las mujeres y los niños. Aquí los carteles, periódicos y la parafernalia estaban centrados en la idea de la devastación de la esfera privada.
Fue el mismo William Le Oueux quien diría que los asesinatos, mutilaciones, las salvajes orgías de sangre y libertinaje y, la despiadada violación a mujeres y niños indefensos, según admiten los propios alemanes, fueron llevados a cabo con pleno conocimiento, e incluso como parte de un plan. La intención de los aliados publicistas era intervenir para prevenir que sucedieran nuevas brutalidades contra los no combatientes inocentes. En este sentido, los publicistas británicos jugaron hábilmente con el sentimiento humanitario para elevar el bienestar de la población civil.
Gran Bretaña, mediante el uso de la propaganda de atrocidades para ilustrar su propia defensa de los valores humanitarios, logró hacer suyas las reglas de la Convención de La Haya y en el proceso, ganó una lucha interpretativa con los alemanes, que definió para gran parte del mundo correspondiente a habla inglesa, cuales eran los términos del derecho internacional.
La brutalidad vivida en Bélgica es un símbolo físico de la violación del derecho internacional. Jugando con la representación alegórica de la Libertad como mujer, los artistas aliados representaron en repetidas ocasiones a una Bélgica femenina desnuda hasta la cintura, atada y violada, sin embargo, la visión de Bélgica como una mujer violada adquirió un significado que iba más allá de lo alegórico, a medida que los rumores de las violaciones físicas eran cada vez más visibles en los territorios ocupados. La violación de la ley y de las mujeres estaban inextricablemente unidas en una imagen sexualizada de la anarquía pública y privada.
Las imágenes de la sexualidad femenina violada siguen siendo poderosos símbolos motivadores que se han convertido en parte del lenguaje común de la política internacional. En el caso de la propaganda de guerra británica, se trata de un claro ejemplo temprano del despliegue de técnicas de los medios de comunicación de masas con el objetivo de provocar la indignación pública a través de relatos de violaciones, mutilaciones y barbaries.

## Cambio del estereotipo femenino
La Primera Guerra Mundial trajo consigo los primeros conceptos modernos sobre la mujer y la sociedad: la aparición, por primera vez en la historia de Europa, de una sociedad mixta.
Las mujeres ocuparon los sillones de los varones y pudieron mantener una vida pública y privada que favoreció su desarrollo personal y profesional. Asimismo, rompió con las costumbres de la época, provocó cambios sustanciales en las relaciones familiares y maritales, y hasta cambios estéticos que siguieron impulsando su emancipación.
“El mejor ejemplo de este cambio político es Gran Bretaña. Allí, las sufragistas perdieron, catorce veces, pugnas parlamentarias para conseguir el derecho al voto. Sin embargo, su empoderamiento como consecuencia de su contribución a la Gran Guerra fue decisivo para su obtención”, señalan los investigadores. Lo consiguieron, finalmente, en 1928.
España seguiría el ejemplo con la Constitución de 1931, durante la Segunda República. Las mujeres españolas ejercieron su derecho al voto, por vez primera, en las elecciones de 1933. Esto también sustenta la idea de que el país no participó en la Gran Guerra directamente pero se vio involucrado ideológicamente, con sus consecuencias negativas y positivas, como en el caso del sufragio femenino. La dictadura de Franco lo anularía de nuevo hasta 1975.

## Mujeres notables en la I Guerra Mundial

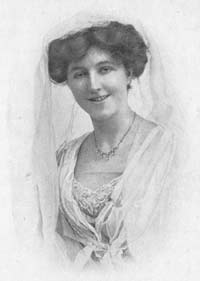
Dorothy Lawrance

### 1914: Dorothy Lawrence
Se disfrazó de hombre con el fin de servir como soldado británico en la Primera Guerra Mundial.

#### Inicios
Habría nacido el 4 de octubre de 1896 Hija ilegítima de padres desconocidos. En Londres se ganaba la vida escribiendo artículos para The Times. Cuando estalló la Primera Guerra Mundial, escribió sin éxito a muchos periódicos intentando que la contrataran como reportera de guerra. Las autoridades civiles y militares limitaron mucho las acreditaciones oficiales para trabajar en el frente como periodistas, limitación que aumentó entre las mujeres.
Ante la imposibilidad de conseguir una autorización que la acreditara como periodista de guerra, intentó, también sin éxito, ingresar en alguna organización sanitaria como la Voluntary Aid Detachment. Lejos de rendirse, cogió sus cosas y se dispuso a marchar a Francia. Estando cerca del frente, en la zona de Senlis, la policía francesa la detuvo y la invitó a regresar a Inglaterra. Dorothy puso rumbo a París donde confraternizó con un grupo de soldados que la ayudó a conseguir indumentaria masculina del ejército británico. Con un corsé para reducir sus pechos, algodón para reforzar sus hombros, desinfectante para oscurecer su rostro y un corte de pelo masculino Dorothy Lawrence se convirtió en el soldado Denis Smith. La transformación se completó con la ayuda de sus nuevos compañeros que le enseñaron a desfilar.

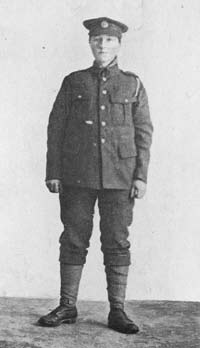
Dorothy Lawrance haciéndose pasar por soldado.

#### Etapa de soldado
Dorothy puso rumbo al frente montada en una bicicleta. Cuando estaba llegando a Albert, en la zona del Somme, se topó con Tommy Dunn, un zapador que le encontró trabajo en la 51.ª División de la Compañía Tuneladora de Ingenieros Reales. Dunn, que conocía la verdadera identidad del soldado Denis, no dudó en protegerla buscándole refugio en una cabaña apartada en la que se escondía para descansar y poderse cambiar sin que sus compañeros pudieran descubrirla, aunque algunos de ellos, como Dunn, también sabían que no era un soldado pero decidieron ser cómplices de su engaño. Al cabo de unos diez días, su presencia en el frente hizo estragos en su salud. Consciente de que si se presentaba en un hospital su verdadera identidad podía ser desvelada, poniendo así en peligro a sus compañeros que la habían ayudado, decidió entregarse a las autoridades militares. Tras la estupefacción que provocó entre los altos mandos, que no se explicaban cómo una mujer se había podido colar tan fácilmente entre sus filas sin despertar sospechas, dudaron si era una espía o una prostituta. O ambas cosas. Lo que tenían claro era que, mientras no supieran la verdadera razón que había llevado a Dorothy a viajar hasta el frente, debía ser recluida en un convento para evitar que su caso saliera a la luz y pudiera convertirse en un ejemplo a seguir por otras mujeres. Bajo amenaza de ser detenida, Dorothy tuvo que prometer que no hablaría de su caso cuando regresara a Inglaterra por lo que tuvo que declinar la oferta que le hizo la sufragista Emmeline Pankhurst de explicar públicamente su experiencia.

#### Su libro y el final de vida
Sin embargo, en 1919, cuando la guerra ya había terminado, Dorothy decidió escribir sus memorias. Su libro, titulado Sapper Dorothy Lawrence: The only english woman soldier, no llegó a tener la acogida que esperaba. Desde entonces, el destino de Dorothy fue empeorando. Sin nadie que quisiera contratarla como periodista, olvidada por muchos, sin familia, terminó recluida en un sanatorio en 1925 después de asegurar que el clérigo con el que se había criado la había violado siendo una adolescente. Dorothy fue trasladada a distintos centros psiquiátricos en los que permaneció hasta su muerte, en 1968. Nadie reclamó su cuerpo ni lloró su pérdida. Cien años después del fin de la Gran Guerra, el War Imperial Museum de Londres, en su amplia labor por rescatar del olvido la labor de muchas mujeres en el frente, continúa investigando sobre la que se convirtió, aunque fuera por un breve periodo de tiempo, en una mujer soldado en el ejército británico.

### 1914: Maria Bochkareva (ruso: Мария Леонтьевна Бочкарева)
De soltera Frolkova, apodada Yashka, fue una mujer rusa que luchó en la Primera Guerra Mundial y formó el Batallón de la Muerte de Mujeres.

### 1914: Flora Sandes
Una mujer inglesa, se unió a una unidad llamada St. John Ambulance en Serbia y posteriormente, se convirtió en una oficial del ejército serbio.

### 1914: la enfermera británica Edith Cavell
Ayudó a tratar soldados heridos, de ambos bandos, en la Bélgica ocupada por los alemanes. Ejecutada en 1915 por los alemanes por tratar de ayudar a soldados británicos a escapar de Bélgica. Edith Cavell fue una enfermera que formó parte de la Cruz Roja durante la Primera Guerra Mundial. Su historia no habría trascendido, se habría quedado en la larga lista de mujeres que colaboraron durante la contienda a curar enfermos, si no fuera porque Edith Cavell fue ejecutada. El ejército alemán descubrió su doble vida. Y es que Edith no era solo enfermera. Además de cuidar de los soldados heridos, los ayudaba a escapar de las zonas ocupadas por los alemanes. A pesar de la presión internacional, sobre todo de países neutrales, Alemania no dudó en terminar con su vida. Fue un gran error. Edith se convirtió entonces en un mito y un icono para la propaganda aliada.

#### Una chica solidaria

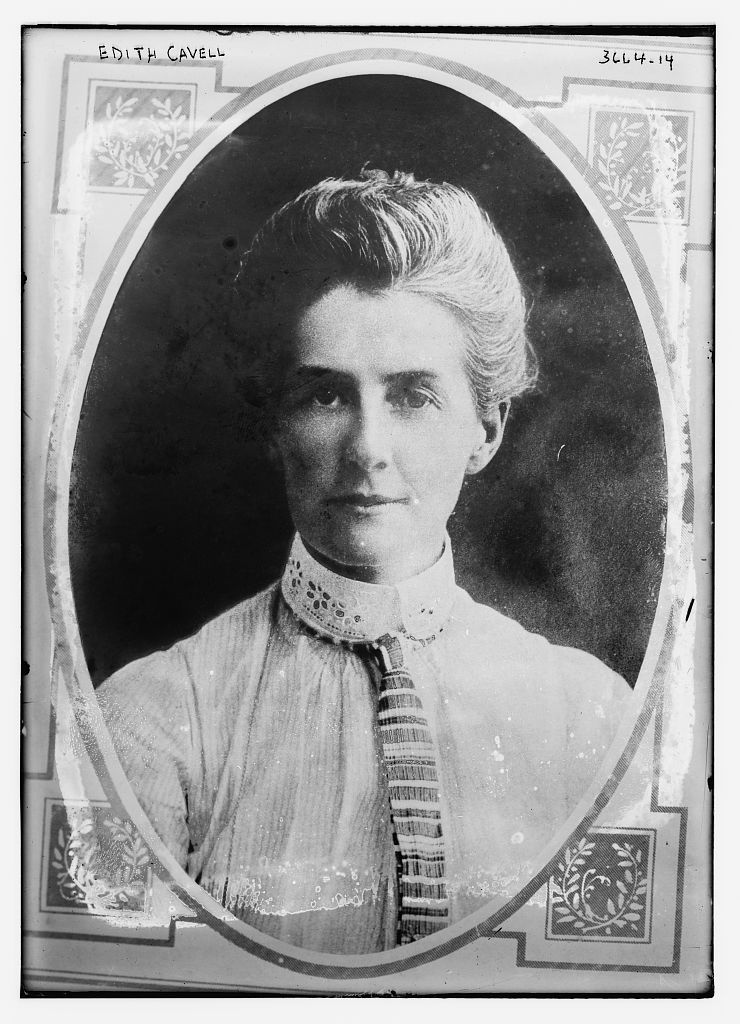
Retrato de Edith Cavell

Edith Cavell nació el 4 de diciembre de 1865 en una localidad cercana a Norwich conocida como Swardestone. Edith era la mayor de cuatro hermanos. Su padre, un reverendo llamado Frederick Cavell, inculcó en sus hijos el amor al prójimo y la necesidad de ayudar a los más necesitados. Su familia ayudaba a los demás siempre que podía a pesar de no tener demasiados ingresos. Edith empezó a trabajar como institutriz hasta que se formó como enfermera en el Hospital de Londres de la mano de Eva Lucke, quien fue una reputada comadrona.

#### Comadrona en Bruselas

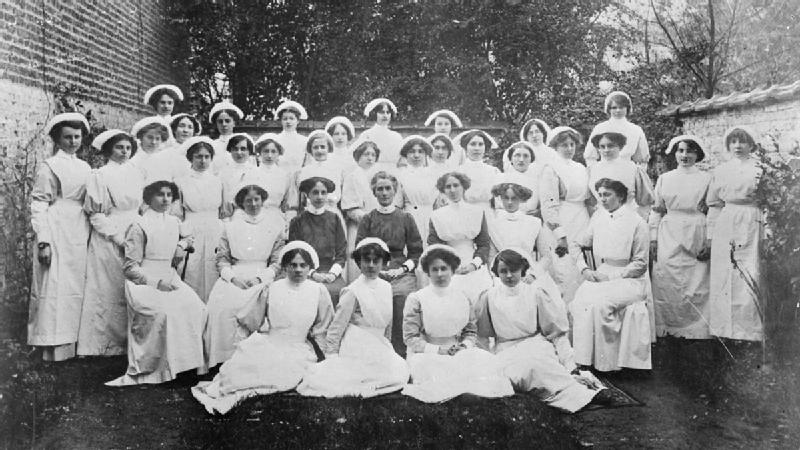
Enfermera Edith Cavell en Bruselas. 1915

- Enfermera Edith Cavell en Bruselas. 1915En 1907 consiguió un trabajo de comadrona en una escuela de enfermería en Bruselas. Desde entonces hasta el inicio de la Gran Guerra, Edith se volcó en su profesión de matrona y enfermera trabajando en distintos hospitales, enseñando en escuelas de enfermería y creando incluso una revista a la que tituló L'infirmière. Su profesionalidad la convirtió en esos años en una de las principales pioneras de la enfermería moderna. Pero su carrera, como la vida de muchas personas en el Viejo Continente, se vio sacudida bruscamente por el estallido de la Primera Guerra Mundial. Algo más que una enfermera Edith se encontraba en su Inglaterra natal visitando a su madre cuando en Europa se iniciaba un conflicto bélico que iba a tener magnitudes desconocidas hasta el momento. Volvió rápidamente a Bruselas donde su centro hospitalario había sido puesto bajo la dirección de la Cruz Roja. En noviembre de aquel mismo año de 1914, Bruselas caía en manos alemanas. Fue entonces cuando Edith no solo dedicó sus esfuerzos en intentar salvar la vida de un gran número de soldados de todos los frentes, sino que decidió ayudar a los aliados a huir de la zona ocupada. Edith pudo salvar muchas vidas durante casi diez meses. Hasta que fue delatada.[38]

#### Una ejecución condenada
- El 3 de agosto de 1915 fue detenida y trasladada a la prisión de Saint Gilles donde permaneció diez semanas, las dos últimas en régimen de aislamiento. En ningún momento Edith negó los cargos de los que se la acusaba. Admitió con gran dignidad que había acogido en su casa a más de un centenar de soldados británicos, franceses y belgas a los que posteriormente había ayudado a escapar.[38] La noticia de la detención de la enfermera británica indignó a los países aliados y a otros neutrales como Estados Unidos, que aún no había entrado en guerra, y España. Estos países pidieron que se aplicara la Convención de Ginebra según la cual se debía proteger al personal sanitario. Pero, a pesar de las distintas peticiones de clemencia y de la oposición de algunos altos cargos alemanes, la ejecución tuvo lugar el 15 de octubre de 1915. Su cuerpo fue enterrado junto a la prisión de Saint Gilles hasta que pudo ser trasladado a Inglaterra, una vez finalizada la guerra. Después de un memorial en su recuerdo en la Abadía de Westminster, fue enterrada en Norwich.[38]

#### Un símbolo de valentía
- Edith Cavell murió convencida de que había hecho lo que debía, ayudar a los demás. Su muerte se convirtió en todo un símbolo de valentía y su figura se convirtió en un icono de los aliados a la vez que volcó sobre Alemania una imagen de barbarie irracional. Edith fue, sin duda, una gran enfermera que llevó a las últimas consecuencias sus ideales.

### 1914: Olena Stepaniv
Una oficial ucraniana de la Legion of Ukrainian Sich Riflemen. Fue la primera mujer en recibir el grado de oficial en el mundo.

### 1915: la artista francesa Madame Arno
Organizó un regimiento de mujeres parisinas para combatir a los alemanes.

### 1915: Olga Krasilnikov
Una mujer rusa, se disfrazó de hombre y luchó en diecinueve batallas en Polonia. Recibió la Cruz de San Jorge.

### 1915: la mujer rusa Natalia Tychmini
Luchó contra los austríacos en Opatow en la Primera Guerra Mundial, disfrazada de hombre. Recibió la Cruz de San Jorge.

### 1916: Ecaterina Teodoroiu
Fue una heroína rumana que luchó y murió en la Primera Guerra Mundial.

### 1916: Milunka Savić
Heroína de guerra en Serbia, y la mujer combatiente más condecorada en la historia de la guerra, galardonada con la Legión de Honor francesa (Legión de Honor) dos veces, y consiguió la Cruz de San Jorge de Rusia, la medalla inglesa de la Muy Distinguida Orden de San Miguel, y la medalla serbia Miloš Obilić. Ella es la única destinataria femenina de la francesa Croix de Guerre (Cruz de Guerra) con el atributo de palma.

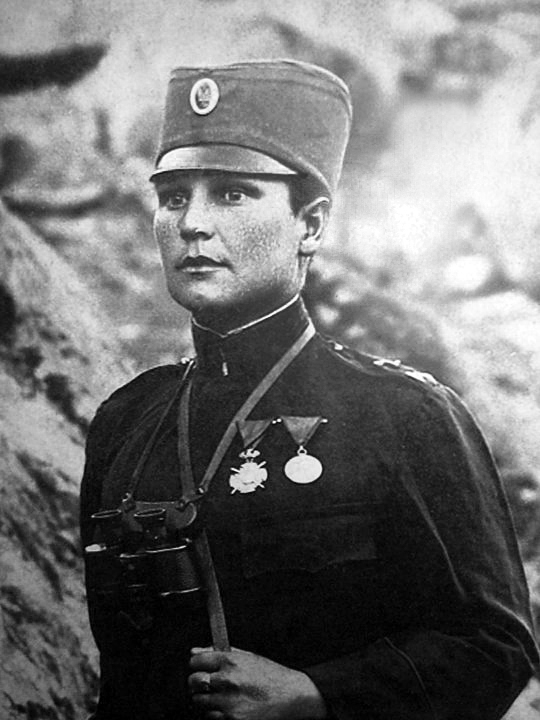
Milunka Savic

#### Decisión de ir a la guerra
Milunka nació en el pueblo de Koprivnica (Serbia) en 1889. Nada más se sabe de ella hasta 1913, cuando su hermano fue llamado a filas para luchar contra Bulgaria en la segunda guerra balcánica. Era su hermano menor y no iba a permitir que nada le ocurriese… y decidió ocupar su lugar. Se cortó el pelo, se vistió con ropas de hombres y se presentó con el nombre de su hermano.

#### Etapa de soldado
A las pocas semanas de su alistamiento, y sin apenas haberle dado tiempo a pensar dónde se había metido, entró en combate contra los búlgaros en la batalla de Bregalnica (actual Macedonia) donde recibió su primera medalla al valor… y su primera herida de guerra. Hubo que trasladarla a un hospital y, lógicamente, se descubrió que era una mujer. Informado su oficial del engaño, decidió perdonarla por el valor mostrado en el campo de batalla y le ofreció seguir como enfermera. Milunka insistió en que solo serviría a su patria luchando en el frente. Para quitarse de en medio a aquella testaruda jovencita, su superior le dijo que tomaría una decisión y que volviese al día siguiente. Pero Milunka no iba a ceder, se puso en posición de firmes y dijo:Y allí permaneció en esa posición… Tras un hora, y viendo la obstinación de aquella mujer por luchar en el frente, le ordenó… volver al frente con su división de infantería. Durante 5 años no habría tregua para Serbia ni para la sargento Milunka, todavía no había transcurrido un año de la derrota de los búlgaros en las Guerras Balcánicas cuando estalló la Primera Guerra Mundial… y Milunka seguiría demostrando su valor. En diciembre de 1914, en la Batalla de Kolubara, los serbios derrotaron a las fuerzas del Imperio austrohúngaro y nuestra protagonista recibió una nueva herida de metralla y la Orden de la Estrella de Karadjordje, la más alta condecoración civil y militar otorgada por el Reino de Serbia. Y no sería la única ocasión, en 1916 volvió a recibirla por capturar ella sola a 23 soldados enemigos en el río Crna.A pesar de estos éxitos, la guerra no iba bien y el ejército serbio se vio obligado a retirarse y evacuar a los civiles. En la retirada hacia la costa tuvieron que soportar los continuos ataques de las fuerzas austrohúngaras y una penosa travesía por las montañas nevadas atravesando Montenegro, Kosovo y Albania. Desde la costa fueron evacuados por barcos franceses y británicos hasta Corfú, donde se hizo balance de la situación: proteger a decenas de miles de civiles en aquella travesía había costado muchas bajas al ejército serbio… y 7 heridas más a Milunka. En Corfú se reagrupó el ejército serbio y se unió a los franceses para seguir luchando. La fama de Milunka entre los soldados aliados fue creciendo día a día, a la misma velocidad que las condecoraciones recibidas: la Legión de Honor de Francia dos veces, la Orden imperial y militar de San Jorge rusa, la Orden de San Miguel y San Jorge británica y la Cruz de guerra francesa (la única mujer de la Primera Guerra Mundial).

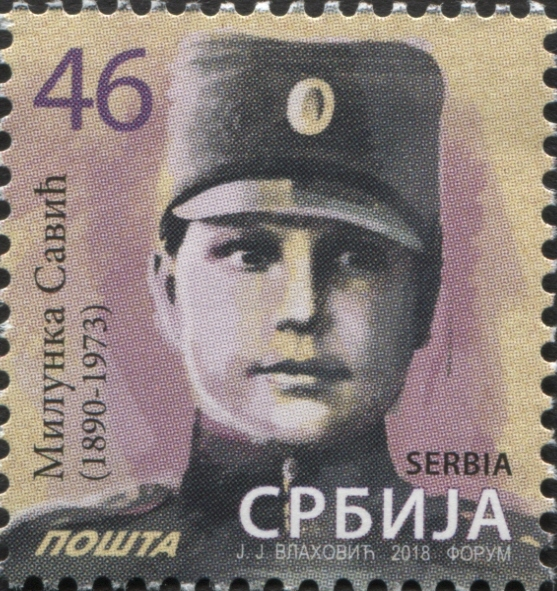
Sello Serbio con la cara de Milunka Savic.

Después de la guerra Milunka Savic rechazó un ofrecimiento del gobierno francés para instalarse en París, además de una importante pensión, para volver a su tierra natal donde se casó y tuvo una niña. Divorciada al poco tiempo y olvidada por su país, tuvo que subsistir trabajando en lo que salía. A pesar de sus dificultades económicas, adoptó a tres niñas huérfanas de guerra. En 1927 encontró un trabajo estable como señora de la limpieza en un banco de Belgrado. Cuando las cosas empezaban a funcionar, ya que había sido “ascendida” a limpiadora de la oficina del director, estalló la Segunda Guerra Mundial.

#### Encarcelamiento en un campo de concentración
Durante la ocupación alemana de Serbia fue encarcelada en el campo de concentración de Banjica por colaborar con la resistencia. Logró sobrevivir al campo… y, otra vez, a una guerra. Tras la guerra, recibió un “reconocimiento” del gobierno serbio en forma de pequeña pensión pero que no le permitió abandonar su vieja casa, casi en ruinas, en la que vivía con sus tres hijas pequeñas. Habría que esperar varios años todavía, y gracias a la presión de la opinión pública y otros veteranos de guerra, para que el gobierno, dada su difícil situación, le concediese un apartamento. Milunka moriría en Belgrado el 5 de octubre de 1973 a la edad de 84 años y fue enterrada con honores militares en Novo Groblje.

### 1917: Julia Hunt Catlin Park DePew Taufflieb
Primera mujer estadounidense en recibir la Croix de Guerre y la Legión de Honor en la Primera Guerra Mundial por sus esfuerzos en convertir su Chateau d'Annel en un hospital de primera línea.

### Alemania
- Ries, Ute Daniel ; translated by Margaret (1997). The war from within : German working-class women in the First World War. Oxford: Berg. ISBN 0-85496-892-X. OCLC 38146749.
- Hagemann, ed. by Karen; Schüler-Springorum, Stefanie (2002). Home/front : the military, war and gender in twentieth-century Germany. Oxford: Berg. ISBN 1-85973-665-3.
- Hagemann, Karen, "Mobilizing Women for War: The History, Historiography, and Memory of German Women’s War Service in the Two World Wars," Journal of Military History 75:3 (2011): 1055-1093

### Canadá
- Fisher, Susan R. (2011). Boys and girls in no man's land : English-Canadian children and the First World War. Toronto: University of Toronto Press. ISBN 978-1-4426-4224-9. OCLC 651903020.
- Glassford, edited by Sarah; Shaw, Amy (2012). A sisterhood of suffering and service women and girls of Canada and Newfoundland during the First World War. Vancouver: UBC Press. ISBN 978-0-7748-2258-9. OCLC 774094735.

### Estados Unidos
- Ebbert, Jean and Marie-Beth Hall (2002). The First, the Few, the Forgotten: Navy and Marine Corps Women in World War I. Annapolis, Maryland: The Naval Institute Press. ISBN 1-55750-203-X.
- Gavin, Lettie (1997). American women in World War I : they also served. Niwot, Colo.: Univ. Press of Colorado.
- Godson, Susan H. (2001). Serving proudly : a history of women in the U.S. Navy. Annapolis, Md.: Naval Institute Press. ISBN 1-55750-317-6.<
- Holm, Jeanne (1992). Women in the military: an unfinished revolution (Rev. ed. edición). Novato, Calif.: Presidio. ISBN 0-89141-450-9.
- Greenwald, Maurine Weiner (1980). Women, war, and work: the impact of World War I on women workers in the United States.. Westport, Conn.: Greenwood Press. ISBN 0-313-21355-0.
- Jensen, Kimberly (2008). Mobilizing Minerva: American women in the First World War. University of Illinois Press. ISBN 978-0-252-03237-0.
- Kennedy, David M. (1980). Over here: the first World War and American society. New York: Oxford U.P. ISBN 0-19-502729-9.

### Francia
- Darrow, Margaret H. (2000). French women and the First World War : war stories of the home front (1. publ. edición). Oxford: Berg. ISBN 1859733662.

### Italia
- Belzer, Allison Scardino. Women and the Great War: Femininity under Fire in Italy. ISBN 9780230315686.

### Reino Unido
- Braybon, Gail. (1981). Women workers in the First World War: the British experience. ISBN 0389201006.
- Grayzel, Susan R. (2002). Women and the First World War. ISBN 0582418763.
- Newman, Vivien (2014). We Also Served: The Forgotten Women of the First World War. Pen & Sword. ISBN 9781783462254. OCLC 890938484.
- Ouditt, Sharon. (1999). Women Writers of the First World War: An Annotated Bibliography. ISBN 0415047528.